# قلات (بيرانشهر)
قلات هي قرية في مقاطعة بيرانشهر، إيران. يقدر عدد سكانها بـ 357 نسمة بحسب إحصاء 2016.